# Pontestura
Pontestura – miejscowość i gmina we Włoszech, w regionie Piemont, w prowincji Alessandria.
Według danych na styczeń 2010 gminę zamieszkiwało 1465 osób przy gęstości zaludnienia 77,6 os./1 km².